# Colombia en los Juegos Olímpicos de Barcelona 1992
Colombia estuvo representada en los Juegos Olímpicos de Barcelona 1992 por un total de 49 deportistas, 46 hombres y 3 mujeres, que compitieron en 11 deportes.
El portador de la bandera en la ceremonia de apertura fue el tirador Bernardo Tovar.

## Medallistas
El equipo olímpico colombiano obtuvo la siguiente medalla:
| Nombre          | Deporte   | Competición |
| --------------- | --------- | ----------- |
| Oro             |           |             |
| —               |           |             |
| Plata           |           |             |
| —               |           |             |
| Bronce          |           |             |
| Ximena Restrepo | Atletismo | 400 m F     |